# Mr. President
Mr. President — немецкая евродэнс-группа из Бремена (Германия).
Название группы расшифровывается так: «M» и «R» — сокращения от «music» (рус. музыка) и «rhythm» (рус. ритм) соответственно; «president» (рус. президент) — наибольшее, чего может добиться человек в рамках общества. Самая известная композиция группы — «Coco Jamboo» (1996).

## История
До 1993 группа называлась Satellite One. В начале 1993 года Mr. President выпускают свой первый сингл «Мarilyn Мonroe», который не вошел ни в один из альбомов группы. В 1994 году выпускают свой второй и один из самых известных синглов «Up And Away», который, впоследствии в 1995 году войдет в их первый и одноименный альбом Up And Away — The Album, так же синглами из которого стали песни «I Follow The Sun», «4 On The Floor», «Gonna Get Along (Without Ya Now)». Первый альбом стал достаточно успешным.
В 1996 году Mr. President выпустили свой самый известный альбом We See The Same Sun, синглами из которого стали «Coco Jamboo», «I Give You My Heart», «Show Me The Way». В 1997 году выпускают свой следующий альбом Nightclub, в который вошли песни «Jojo Action», «Where Do I Belong», «Take Me To The Limit», «Happy People». Последние две песни для включения в альбом были перезаписаны, в альбом включена версия «Take Me To The Limit» в стиле трип-хоп, в то время, как в качестве сингла была выпущена его евродэнс-версия. Песню «Happy People» перезаписали в альбом с более длительным вступлением и вместо вокала T-Seven в радиоверсии, в альбом была включена версия песни с голосом Lady Danii.
В 1999 году выходит альбом Space Gate, синглами из которого становятся «Give A Little Love» и «Simbaleo». В 2000 году из группы уходит T-Seven. В этом же году выпускается сборник самых известных песен Mr. President, A Kind Of…Best!, в который были включены новые версии старых песен и новые песни, среди них — «Up And Away 2K (Radio Edit 2000)», «Take Me To The Limit (Stage Version 1998)», «Where Do I Belong (Christopher Dean Is Piano Version)», новые песни «Ichi, Ni, San, Go!» и «I Will Be Home On Christmas Day (Special Christmas Version)», «Coco Jamboo (Stage Mix 99)», «I Give You My Heart (Stage Outro)».

## Дискография
Студийные альбомы
- 1995: Up’n Away — The Album
- 1996: We See the Same Sun
- 1997: Mr. President (только для США)
- 1997: Nightclub
- 1998: Coco Jamboo Remix (только для Японии)
- 1998: Happy People (только для Японии)
- 1999: Space Gate
- 2003: Forever and One Day (только для Японии)

## Дополнительные факты
- T-Seven являлась лишь лицом группы, все вокальные партии вместо неё исполняла Karen Mueller[2].
- В 1997 году Данни совместно с проектом «Reset» выпустила сингл «You Got the Key»[4].